# Allowissadula
Allowissadula D. M. Bates é um género botânico pertencente à família Malvaceae.

## Espécies
| - Allowissadula chiangii - Allowissadula floribunda - Allowissadula glandulosa - Allowissadula holosericea - Allowissadula lozanii - Allowissadula microcalyx | - Allowissadula moorei - Allowissadula pringlei - Allowissadula racemosa - Allowissadula rosei - Allowissadula sessei |